# Malema
Malema – miasto w Mozambiku, w prowincji Nampula.